# Scoglio Corvaccino
Lo scoglio Corvaccino è un'isola del mar Ligure, nel territorio comunale di Ameglia in provincia della Spezia.